# Jaele Patrick
Jaele Patrick (Melbourne, 3 maart 1988) is een Australisch schoonspringster.
Patrick begon op 15-jarige leeftijd met schoonspringen, omdat zij geblesseerd raakte bij het turnen en een andere sport wou beoefenen. Op de Australische Kampioenschappen voor junioren in 2006, haalde zij de titel op de 3 meter en het brons op de 1 meter. In 2007 nam zij deel aan de Universiade in Bangkok. Op de Gemenebestspelen van 2010 haalde zij tweemaal brons: op de 3 meter individueel en synchroon (met Olivia Wright). Op de 1 meter werd zij vierde. Dit waren haar eerste medailles op een internationaal toernooi. Op de Australische Kampioenschappen van 2010 werd zij tweede op de 1 meter en op de Nationale Kampioenschappen van 2011-2012 werd zij tweede op de 1 meter en 3 meter en ook derde op de 3 meter synchroon. In 2012 maakte zij haar olympisch debuut op de Olympische Zomerspelen in Londen, waar zij uitkwam op de 3 meter en de elfde plaats in de finale behaalde.